# Kalojan
Kalojan, Kalojan Asen ali Ivan I. Kalojan (bolgarsko: Калоян Асен, Kalojan Asen, grško: Καλογιάννης ή Ιωαννίτσης Kalojannes e Ioannices), bolgarski car  (1197-1207), * 1168 ali 1169, † oktober 1207, Solun, Grčija.

## Etimologija
Ime Kalojan (latinsko: Caloiohannes) lahko pomeni »Ivan Dobri« ali »Ivan Lepi« in izhaja iz grškega imena Kaloiōannēs, ki je bilo v obdobju Komnenov, pa tudi kasneje, standardna oblika imen bizantinskih cesarjev z imenom Ivan (Iōannēs). Kalojanovi nasprotniki Bizantinci so njegovo ime popačili v Skyloïōannēs, kar pomeni »Pasji Ivan«. Njegov drugi nadimek,  Ioannitsa - »Ivanček«, je pomanjševalnica njegovega imena in je imel precej ponižujoč prizvok. 

## Življenjepis
Kalojan je bil mlajši brat Petra IV. Bolgarskega in Ivana Asena I. Leta 1187 so ga kot talca poslali v Bizanc, od koder je pobegnil in se okrog leta 1189 vrnil v Bolgarijo. Po uboju Ivana Asena I. leta 1196 je Peter IV. vzel Ivana za socarja. Ko so leta 1197 ubili še Petra, je Ivan postal edini vladar Bolgarije.
Leta 1202 se je ogrski kralj Emerik obrnil proti svojemu zaščitniku na srbskem dvoru Vukanu Nemanjiću, napadel Bolgarijo in zavzel ozemlje okrog Beograda, Braničevo (Kostolac) in Niš. Naslednje leto se mu je Kalojan maščeval in na srbski prestol posadil Vukanovega brata Štefana Prvokronanega, porazil Ogre in ponovno zasedel vsa izgubljena ozemlja. Napeti odnosi med Ogri in Bolgari so se nadaljevali, dokler ni v sporu posredoval papež Inocenc III.
Kalojan je nadaljeval agresivno politiko svojih predhodnikov do Bizantinskega cesarstva tako daleč, da je sklenil zavezništvo celo z Ivankom, morilcem Ivana Asena I., ki je leta 1196 vstopil v bizantinsko službo in postal guverner v Filipopolisu (sodobni Plovdiv). Drugi Kalojanov zaveznik je bil Dobromit Hriz, ki je vladal ozemlju okrog Strumice. Zavezništvo je kmalu razpadlo, ker so Bizantinci oba zaveznika premagali. Kalojan je leta 1201 kljub temu zavzel Konstantejo (Simeonovgrad) v Trakiji, Varno in večino slovanskega dela Makedonije.
Inocenc III. je že leta 1199 Kalojanu predlagal, naj svojo cerkev združi z Rimskokatoliško cerkvijo. Kalojan je, morda zaradi vojne z Madžari, na predlog odgovoril šele leta 1202. Od papeža je zahteval, da mu podeli cesarsko krono in žezlo, ki sta pripadala Simeonu I., Petru I. in Samuelu. Poleg tega je zahteval, da ga papež prizna za poglavarja in patriarha bolgarske in vlaške cerkve. Papež mu tako velikih pooblastil seveda ni hotel podeliti. Ko je prišel v Bolgarijo njegov odposlanec kardinal Leon, je za primusa Bolgarov in Vlahov imenoval trnovskega nadškofa Vasilija, Kalojana pa kronal za »kralja Bolgarije in Vlaške« (rex Bulgarorum et Blachorum) in ne za cesarja. Kalojan je dobil pravico kovanja denarja. S papeževo odločitvijo je bil zadovoljen, zato se mu je zahvalil za krono in imenovanje patriarha in mu  obljubil, da se bo držal pravil katoliške cerkve in njenih obredov. Medtem je bizantinski cesar Aleksej III. Angel, ki je hotel spodkopati Kalojanovo zavezništvo s papežem, Kalojanu priznal cesarski naslov in mu obljubil priznanje za patriarha. Kmalu  za tem je leta 1204 Bizanc v četrti križarski vojni padel. Križarji so ustanovili Latinsko cesarstvo in za cesarja izvolili Baldvina I. Flandrijskega. Kalojan je Latincem ponudil zavezništvo proti Bizantinskemu cesarstvu, toda Latinci so njegovo ponudbo zavrnili in sami poskusili zavzeti vsa ozemlja bivšega Bizantinskega cesarstva, tudi tista, katerim je vladal Kalojan. Bizantinska aristokracija v Trakiji se je temu uprla in leta 1205 prosila Kalojana za pomoč. V zameno mu je ponudila svojo pokornost.
Latinski cesar Baldvin I. je začel krotiti uporniška mesta v Trakiji in začel oblegati Adrijanopel (Edirne). Križarski kronist Villehardouin je o obleganju zapisal: »Joanica (Kalojan), kralj Vlaške je prihajal na pomoč Adrijanoplu z zelo veliko vojsko, v kateri so bili Vlahi in Bolgari in več kot 14.000 Kumanov, ki nikoli niso bili krščeni«. 14. aprila 1205 je Kalojanu in njegovim Kumanom uspelo zvabiti latinsko težko konjenico v zasedo v močvirja severno od Adrijanopla in jih odločilno poraziti. Cesarja Baldvina so ujeli, grofa Ludvika I. Bloiškega ubili, beneški dož Enriko Dandolo pa je preživele vojake hitro umaknil  v Bizanc. Med pohodom je zaradi izčrpanosti umrl. Baldvin je bil v ujetništvu v bolgarskem glavnem mestu Veliko Tǎrnovo vse do smrti leta 1205. 
Leta 1205 je Kalojan pri Serresu še enkrat porazil Latince, zavzel Filipopolis (Plovdiv), potem pa opustošil večino latinskega ozemlja v Trakiji in Makedoniji. Bizantinska aristokracija, ki ga je pred nekaj leti prosila za pomoč, se mu je začela upirati in kovati zarote. Kalojan se je temu neusmiljeno obrnil proti svojim prejšnjim zaveznikom. Dobil je nadimek Rōmaioktonos - «Ubijalec Romejcev« (Bizantincev), ki spominja na nadimek bizantinskega cesarja Bazilija II. - Boulgaroktonos - «Ubijalec Bolgarov«.
31. januarja 1206 je Kalojan v bitki pri Rusionu ponovno porazil Latince. Bolgari so nato večkrat opustošili Trakijo, tudi večji mesti Heraklejo in  Çorlu, meščani nekaterih drugih mest, na primer Rodosta (Tekirdağ), pa so pred njimi pobegnili. Kalojan je na prvih pohodih svoje maščevanje omejil samo na aristokracijo, kasneje pa je maščevanje doletelo celotno prebivalstvo osvojenih mest in pokrajin.

## Smrt
Kalojan je dvakrat oblegal Adrijanopel vendar ga ni osvojil, ker se je njegova  kumanska konjenica umaknila pred odločnim napadom latinskega cesarja Henrik Henrika Flandrijskega, brata prejšnjega cesarja Baldvina I. Leta 1207 je Kalojan sklenil proti Latincem zavezništvo s cesarjem Nikejskega cesarstva Teodorjem I. Laskarisom. 4. septembra istega leta so Kalojanovi vojaki ubili  kralja Solunskega kraljestva Bonifacija Montferraškega. Kalojan je izkoristil Bonifacijevo smrt in je z veliko vojsko napadel Solun. Med obleganjem mesta ga je poveljnik Kumanov Manastr oktobra 1207 ubil. Prebivalci Tesalije so, v skladu s tradicijo, njegovo smrt pripisali svojemu zaščitniku svetemu Dimitriju.
Za Kalojanovo vladanje je bilo po mnenju večine njegovih nasprotnikov, tako Bizantincev kot Latincev, značilna surovost in krutost. Nekaj te krutosti pripisujejo njegovim zaveznikom Kumanom, drugi pa jo pripisujejo Kalojanovi izredno represivni politiki do sovražnikove elite, saj je bil do preprostih ljudi bolj milosten. Ena od zgodb opisuje njegovo kruto razkosavanje še živega ujetega latinskega cesarja Baldvina I., ki ga je opravil v besu zaradi  ženine lažne obtožbe, da jo je Baldvin nadlegoval, čeprav je v resnici zavrnil njene predloge. Zgodba spominja na Jožefa in Putifarjevo ženo in se dobro sklada s sovražnostjo tedanjih virov, ki ne tajijo tudi svojih občasnih izruhov besa do Bolgarov. 
Kalojanovo truplo so skupaj z njegovim pečatnim prstanom kasneje odkrili v cerkvi Svetih štiridesetih mučencev v Velikem Trnovem. Forenzične preiskave njegove lobanje so odkrile poškodbo glave, ki jo je dobil že v mladosti. Poškodba je občasno pritiskala na možgane in povzročala precejšnje bolečine in izbruhe besa ali blaznosti. Bolgari ga kljub temu poveličujejo kot uspešnega osvajalca.

## Družina
Kalojanova žena Celkuba, s krščanskim imenom Marija, je bila pripadnica kumanske aristokracije. Po Kalojanovi smrti se je poročila z njegovim naslednikom Borilom. Z njo je imel Kalojan najmanj eno hčerko in verjetno enega sina:
- hčerko neznanega imena, poročeno z latinskim cesarjem Henrikom Flandrijskim, † po letu 1216
- sina Betlehema (Vitleema), ki je bil verjetno nezakonski

## Kalojan danes
Pa carju Kalojanu se imenuje vrh Kalojan Nutanak v pogorju Tangra na Livingstonovem otoku v Južnih Šetlandskih otokih na Antarktiki.